# Pedro Lima (boxe anglaise)
Pour les articles homonymes, voir Pedro Lima et Lima (homonymie).
Pedro Álvaro Santos de Lima est un boxeur brésilien né le 29 juin 1983 à Riachão do Jacuípe.

## Carrière sportive
Médaillé de bronze aux championnats panaméricains de Teresópolis en 2005 dans la catégorie des poids welters, il remporte la médaille d'or dans cette même catégorie aux Jeux panaméricains de Rio de Janeiro en 2007.